# هيتا (أويتا)
مدينة هيتا (بالإنجليزية: Hita)‏ هي أحد المدن التابعة لمحافظة أويتا. تأسست رسميًا في 11/12/1940. ويقدر عدد سكانها بـ 72601 نسمة حسب تقدير مكتب الإحصاء الياباني لعام 2012. تبلغ مساحة هيتا 666.19 كم2. بكثافة سكانية تبلغ 109 نسمة/كم2.

## المناخ
يظهر الجدول التالي التغييرات المناخية على مدار السنة لهيتا:
| البيانات المناخية لـهيتا          | البيانات المناخية لـهيتا | البيانات المناخية لـهيتا | البيانات المناخية لـهيتا | البيانات المناخية لـهيتا | البيانات المناخية لـهيتا | البيانات المناخية لـهيتا | البيانات المناخية لـهيتا | البيانات المناخية لـهيتا | البيانات المناخية لـهيتا | البيانات المناخية لـهيتا | البيانات المناخية لـهيتا | البيانات المناخية لـهيتا | البيانات المناخية لـهيتا |
| الشهر                             | يناير                    | فبراير                   | مارس                     | أبريل                    | مايو                     | يونيو                    | يوليو                    | أغسطس                    | سبتمبر                   | أكتوبر                   | نوفمبر                   | ديسمبر                   | المعدل السنوي            |
| --------------------------------- | ------------------------ | ------------------------ | ------------------------ | ------------------------ | ------------------------ | ------------------------ | ------------------------ | ------------------------ | ------------------------ | ------------------------ | ------------------------ | ------------------------ | ------------------------ |
| متوسط درجة الحرارة الكبرى °م (°ف) | 8.8 (47.8)               | 10.2 (50.4)              | 14.6 (58.3)              | 20.8 (69.4)              | 25.1 (77.2)              | 27.9 (82.2)              | 31.5 (88.7)              | 32.6 (90.7)              | 28.5 (83.3)              | 23.1 (73.6)              | 17.4 (63.3)              | 11.6 (52.9)              | 21.0 (69.8)              |
| المتوسط اليومي °م (°ف)            | 3.3 (37.9)               | 4.4 (39.9)               | 7.9 (46.2)               | 13.9 (57.0)              | 18.3 (64.9)              | 22.1 (71.8)              | 26.2 (79.2)              | 26.6 (79.9)              | 22.6 (72.7)              | 16.3 (61.3)              | 10.5 (50.9)              | 5.2 (41.4)               | 14.8 (58.6)              |
| متوسط درجة الحرارة الصغرى °م (°ف) | −1.2 (29.8)              | −0.4 (31.3)              | 2.0 (35.6)               | 7.7 (45.9)               | 12.2 (54.0)              | 17.4 (63.3)              | 22.1 (71.8)              | 22.2 (72.0)              | 18.2 (64.8)              | 10.9 (51.6)              | 5.2 (41.4)               | 0.4 (32.7)               | 9.7 (49.5)               |
| الهطول مم (إنش)                   | 70.2 (2.76)              | 82.5 (3.25)              | 110.7 (4.36)             | 148.8 (5.86)             | 172.5 (6.79)             | 324.7 (12.78)            | 323.4 (12.73)            | 194.0 (7.64)             | 159.8 (6.29)             | 92.7 (3.65)              | 66.3 (2.61)              | 48.8 (1.92)              | 1٬794٫4 (70.64)          |
| متوسط تساقط الثلوج سم (إنش)       | 15 (5.9)                 | 8 (3.1)                  | 2 (0.8)                  | 0 (0)                    | 0 (0)                    | 0 (0)                    | 0 (0)                    | 0 (0)                    | 0 (0)                    | 0 (0)                    | 0 (0)                    | 4 (1.6)                  | 29 (11.4)                |
| متوسط الرطوبة النسبية (%)         | 78                       | 77                       | 74                       | 73                       | 74                       | 77                       | 79                       | 78                       | 80                       | 80                       | 81                       | 80                       | 78                       |
| ساعات سطوع الشمس الشهرية          | 104.7                    | 110.6                    | 150.3                    | 160.4                    | 178.6                    | 136.4                    | 167.4                    | 193.9                    | 146.6                    | 157.5                    | 122.3                    | 106.2                    | 1٬734٫9                  |
| المصدر: NOAA (1961–1990)          |                          |                          |                          |                          |                          |                          |                          |                          |                          |                          |                          |                          |                          |

## أعلام
- هاجيمي إيساياما
- كيسوكي كيموتو